# Гримизна плима
 Гримизна плима (енгл. Crimson Tide) је трилер филм из 1995. који је режирао Тони Скот, а главне улоге играју: Дензел Вошингтон и Џин Хекман. 

## Радња
Побуњеници у руској војсци, на челу са Владимиром Ратченком, заузели су лансирну рампу нуклеарних глава. С обзиром да је упућена претња САД-у, америчка нуклеарна подморница Алабама креће у акцију. Подморница губи контакт са својом базом и посада не зна да ли је руска војска савладала побуњенике. У подморници настаје подела на оне који желе да лансирају нуклеарну ракету на базу побуњеника и на оне који би, због могућих нежељених последица, сачекали поправак везе са базом.

## Улоге
| Глумац              | Улога                            |
| ------------------- | -------------------------------- |
| Дензел Вошингтон    | поручник Рон Хантер              |
| Џин Хекман          | капетан Френк Рамзи              |
| Џорџ Зундза         | капетан брода                    |
| Виго Мортенсен      | поручник Питер Инс               |
| Џејмс Гандолфини    | поручник Боби Доерти             |
| Мет Крејвен         | поручник Рој Зимер               |
| Лило Бранкато млађи | Расел Вослер                     |
| Рајан Филипи        | Симан Гратам                     |
| Роки Карол          | поручник Дарик Вестергард        |
| Дени Нучи           | морнарички подофицир Дени Ривети |
| Стив Зан            | Вилијам Барнс                    |
| Рики Шрејдер        | поручник Пол Хелерман            |
| Ванеса Бел Галовеј  | Џулија Хантер                    |
| Данијел фон Барген  | Владимир Ратченко                |

## Зарада
Филм је у САД зарадио 91.387.195 $.
- Зарада у иностранству - 66.000.000 $
- Зарада у свету - 157.387.195 $